# Berenguier de Poizrengier
Berenguier de Poizrengier o Peizrenger (fl. dopo il 1195) è stato un trovatore minore o joglar, autore di una cobla esparsa, Mal'aventura do Deus a mas mas, che tratta di alcune occasioni sfortunate al gioco dei dadi, e talaltre fortunate in amore.
Metricamente è modellata su Bon'aventura do Deus als Pizans di Peire Vidal, con sicurezza databile al 1195. Probabilmente è stata composta in Linguadoca, a causa di un riferimento a cen solz de Malgoires. La cobla si conserva solo in un canzoniere etichettato con la lettera H, nella cui rubrica il poeta è chiamato berengiers d(e) peiz renger. 
Il luogo di origine di Berenguier, peiz renger, viene identificato con Puyrenier in Guascogna da Camille Chabaneau e con Puisserguier in Linguadoca da Oskar Schultz-Gora, supposizione sostenuta anche da Alfred Jeanroy, dato che il nome Berenguier è ben documentato nella famiglia dei signori di Puisserguier.